# Veere (stad)

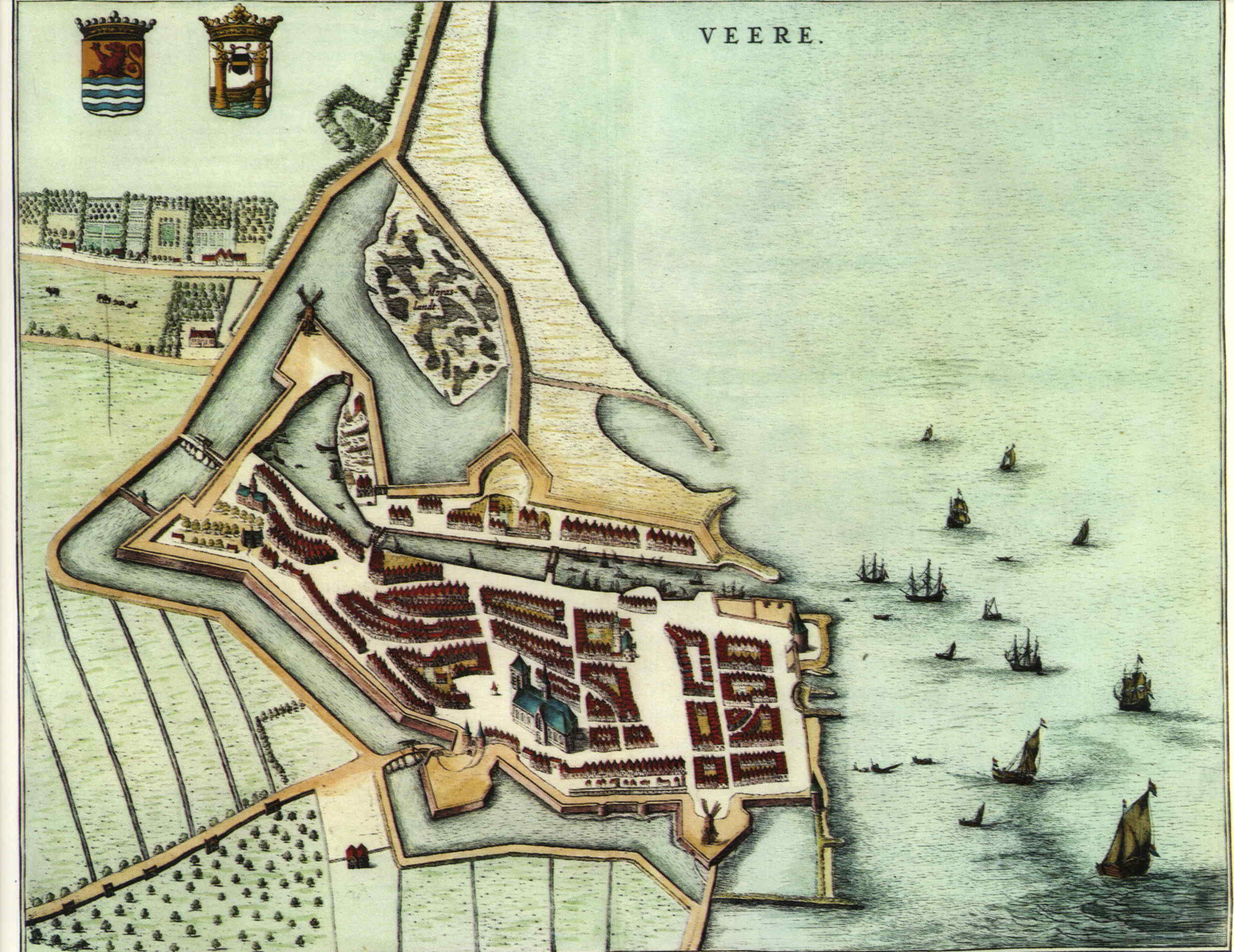
Veere in 1652 door J. Blaeu

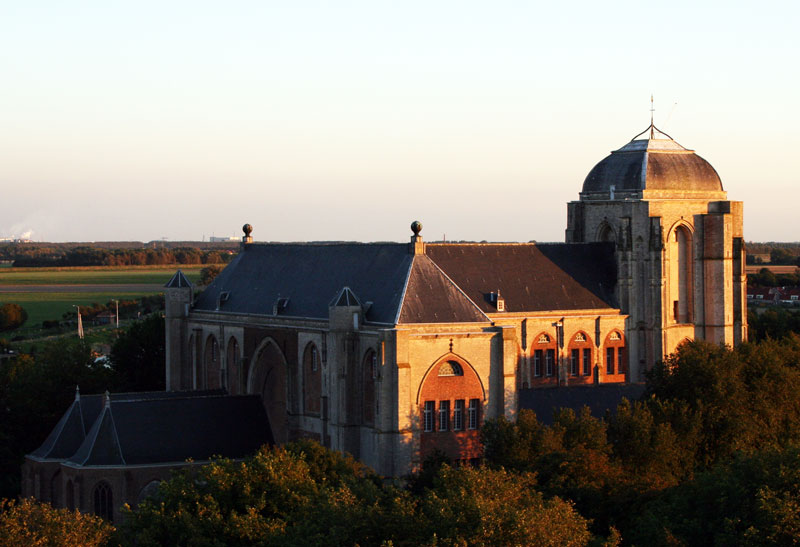
De Grote Kerk van Veere (gezien vanaf stadhuis)

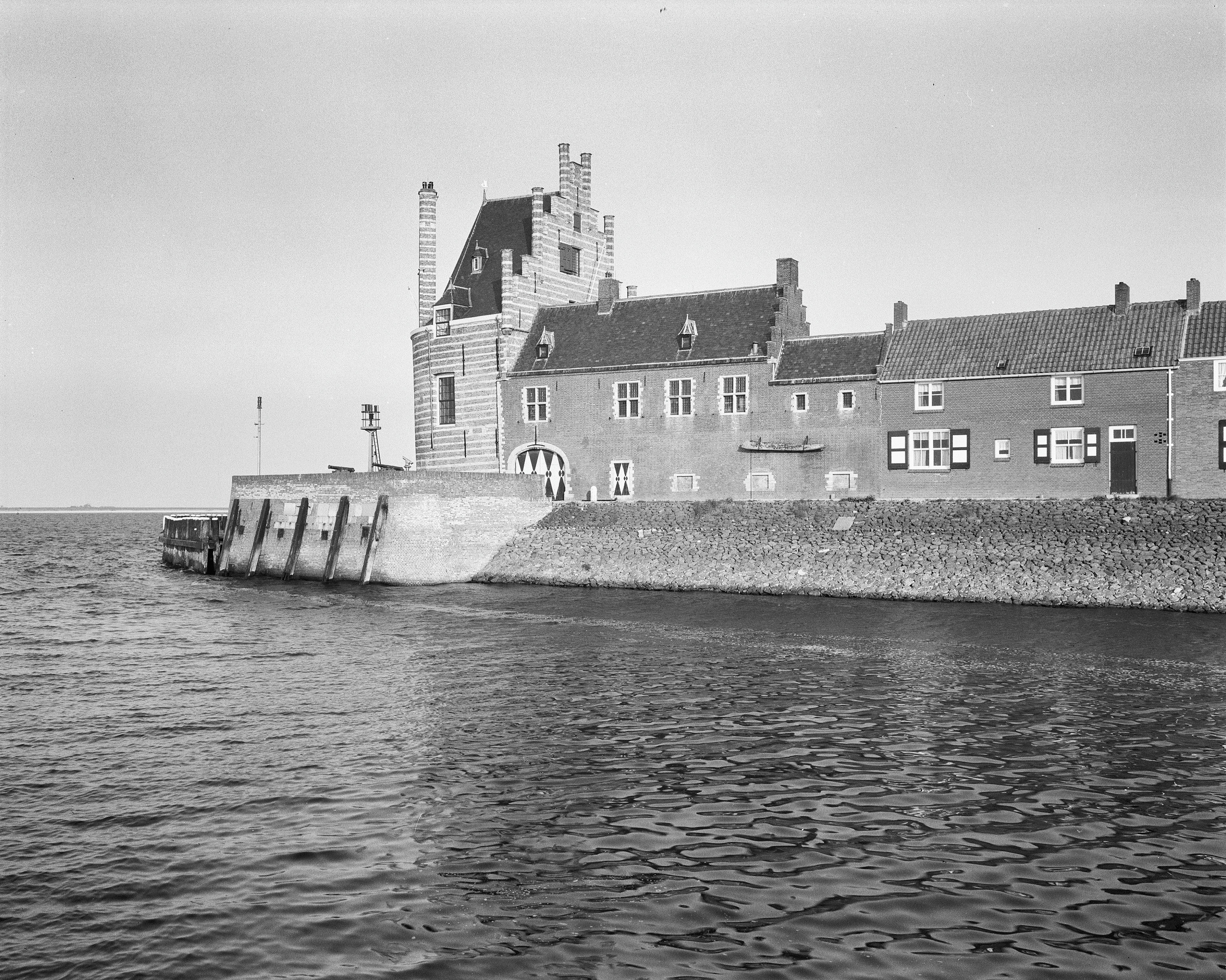
Campveerse Toren

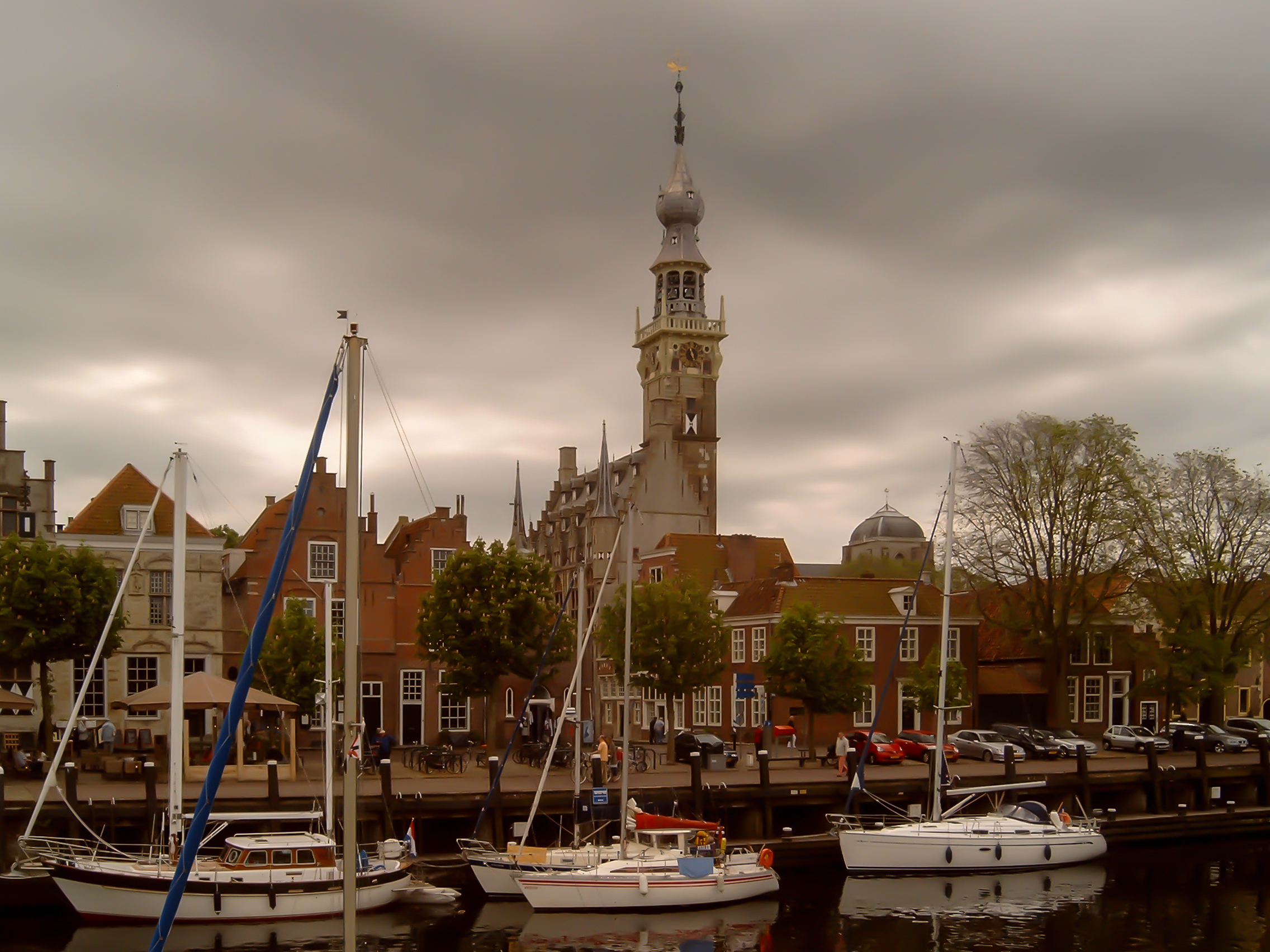
Stadhuis en haven

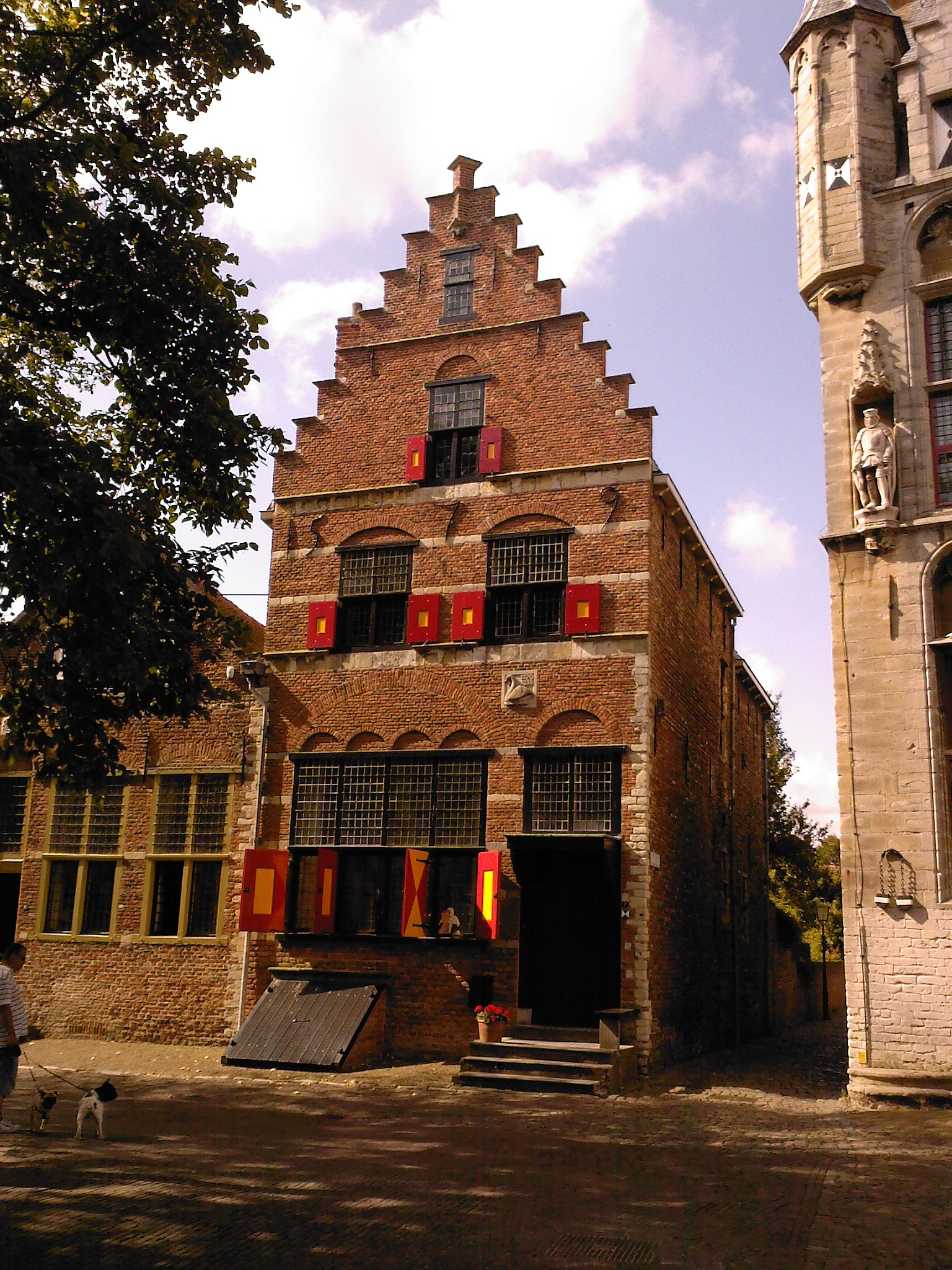
Oud huis naast het stadhuis, uit 1579

Veere (uitspraakⓘ) (Zeeuws: (Ter) Veere) is een historische stad op het voormalige eiland Walcheren in de Nederlandse provincie Zeeland. Het ligt ten noordoosten van Middelburg aan het Kanaal door Walcheren en aan het Veerse Meer. Op 1 januari 2023 telde de stad Veere 1.640 inwoners. Veere is onderdeel van de gelijknamige gemeente Veere.

## Geschiedenis
Veere begon in de 13e eeuw als havenplaats als het gehucht Kampvere of Ter Veere, gelegen in de parochie en het ambacht Zandijk. Dit blijkt uit een oorkonde uit 1282, waarin Wolfert van Borsele, ambachtsheer van Zandijk, en zijn vrouw Sybille een aantal van hun bezittingen opdragen aan de vrouw van graaf Floris V, gravin Beatrix. Deze bezittingen waren onder meer kasteel Zandenburg, een watermolen, een molenwater, een haven met recht op havengeld, de havendijk en alle percelen tot 50 roeden vanaf de havendijk.
In 1318 bevonden zich reeds Italiaanse bankiers, Lombarden, in Veere, wat erop duidt dat er al handel werd gedreven.
Veere scheidde zich vóór 1339 af van het ambacht Zandijk. In 1346 wordt Veere beschreven als 'die veste ter Vere', maar ook als dorp. Later, in de 15e eeuw wordt Veere stad genoemd, met het bijbehorende stadsrecht.
In 1509 werd de stad door een stormvloed getroffen.
In de zestiende eeuw (tot 1560) was Veere de zetel van de Admiraliteit der Nederlanden. De Bourgondische heren van Veere bekleedden het ambt van admiraal.
Onder invloed van het adellijke geslacht Van Borssele huwde Wolfert VI van Borselen in 1444 de Schotse koningsdochter Mary Stuart, dochter van Jacobus I van Schotland. Doordat het in 1541 de stapelplaats van Schotse wol in de Nederlanden werd, kwam de plaats tot grote bloei en ontstond er een grote Schotse kolonie. In 1600 waren 300 van de 3000 inwoners Schots en zij bezaten in hun "lord conservator", een door de Schotse koning benoemde bestuurder, een eigen notaris, ouderling, politieagent en rechter. De Schotten waren verder in een bijzonder privilege vrijgesteld van de accijnzen op bier en wijn en mochten van 1613 tot 1795 in een eigen herberg aan de Wijngaardstraat goedkoop drinken. Er was ook een Schotse, presbyteriaanse, kerk waarin de rite van de Schotse staatskerk werd gevolgd en in het Engels werd gepreekt. Men handelde in Schotse wol. De schepen brachten dakpannen, laken, tuinbouwproducten en wapens terug naar Schotland.
In 1572 sloot Veere zich, met de meeste andere Walcherse steden, aan bij de opstand tegen het bewind van Alva. Op 7 mei 1572 werden meer dan 1000 Spaanse soldaten aan land gezet op het strand bij Breezand in Vrouwenpolder. Ze rukten op richting Veere en bedreigden de stad. Al een week later dwongen felle tegenaanvallen over land en op zee de Spanjaarden tot de terugtocht en het beleg van Veere kwam ten einde. Op 14 augustus 1573 volgde een tweede invasie bij Fort Den Haak. Meer dan tweeduizend soldaten slaagden er in Middelburg te bereiken en te bezetten, maar dit was van korte duur. Na de val van Middelburg in 1574 viel het gehele eiland in handen van Oranje. Prins Maurits gebruikte vanaf 1587 het 13-eeuwse kasteeltje Laterdale als woonplek, met het doel om het tot een echt prinsenhof uit te bouwen, maar in 1602 brandde het kasteeltje af.
Op 30 juli 1809 begonnen de Engelsen de Walcherenexpeditie. Een groot leger werd bij Breezand aan land gezet en ook zij vielen Veere aan. De eerste aanval over land werd afgeslagen door vuur, vanaf de vestingwallen, van het garnizoen van Veere onder bevel van overste Bogaert. De volgende ochtend openden ook Britse kanonneerboten in het Veerse Gat het vuur op de stad. Aan alle kanten werd de stad bedreigd en Bogaert onderhandelde met de Engelsen. Dit leidde tot zijn overgave met vier compagnieën infanterie en een artilleriecompagnie, in totaal vijfhonderd man. Het garnizoen werd krijgsgevangen gemaakt en naar Engeland afgevoerd. De Engelsen namen de stad in handen, maar in december 1809 trokken zij zich terug.
Na deze aanval gaf Napoleon Bonaparte opdracht de verdediging van de stad te versterken. Voor de bestaande bastions en gracht om de stad werd een tweede linie van bastions en wallen aangelegd eveneens met een natte gracht. Tijdens de Bataafse Republiek werd Veere in plaats van handelsstad weer een (arme) vissershaven.
In november 1861 werd het garnizoen van Veere opgeheven. Nog geen zes maanden later werd een plan gemaakt om de wallen af te graven. Veere deed een bod van 736,44 gulden op de wallen in de bestaande toestand, de staat stemde in en op 25 december 1870 vond de overdracht plaats. Rond diezelfde tijd werd het kanaal door Walcheren gegraven. Op verzoek van Veere kwam deze direct langs Veere te liggen en de vestingwerken aan de zuidzijde van de stad moesten hiervoor wijken.
Aan het einde van de 19de eeuw werd een particuliere reddings- en bergingsdienst opgericht, door het uitblijven van strandingen en schipbreuken werd deze dienst begin 20e eeuw weer gestaakt. Na de Tweede Wereldoorlog kreeg Veere weer een reddingsboot, de Maria Carolina Blankenheym kwam te liggen in de haven tegenover de Campveerse Toren. Na de afsluiting van het Veerse Gat in 1960 werd het station in Veere gesloten.
In 1917 werd langs het kanaal Marinevliegkamp Veere opgericht. Het is in gebruik geweest als watervliegveld van 1917 tot 1945. Er waren hangars en een helling. Schuin tegenover de haven werd een mijnendepot gebouwd, hier werden naast zeemijnen ook munitie en torpedo's voor de watervliegtuigen opgeslagen. Na de capitulatie van Nederland gebruikten de Duitsers de locatie als een Marinestützpunkt maar stationeerden er geen vliegtuigen.
Op 11 oktober 1944 werd de dijk tussen Veere en Vrouwenpolder op verschillende plaatsen vernield door bommenwerpers van de geallieerden. Het zeewater stroomde Walcheren binnen om de Duitsers van Walcheren verdrijven. Het gat in de dijk was aanvankelijk 650 meter breed en in juni 1945 was dit door het in- en uitstromende water verbreed tot 975 meter. In oktober 1945 is het gat gesloten. Direct ten noordwesten van de stad zijn nog oude stroomgeulen aanwezig die destijds zijn gevormd. In 1990 werd een monument onthuld gemaakt in opdracht van de stichting Monumenten Walcheren 40-45.
De afsluiting van het Veerse Gat met een dam in 1961 betekende het einde van de garnalenvisserij. Veel vissersboten lagen voor die tijd in de haven van Veere en er was ook een vismijn. Bij Colijnsplaat kwam een nieuwe haven waar de visserij naar toe verhuisde. Recreatievaart werd de belangrijkste gebruiker van de haven.
Vanaf 1811 vormde de stad en de plaats Zanddijk een gemeente. Bij de gemeentelijke herindeling van 1 juli 1966 werden de toenmalige gemeenten Serooskerke en Vrouwenpolder toegevoegd. Per 1 januari 1997 werd door samenvoeging met de gemeenten Domburg, Mariekerke, Valkenisse en Westkapelle de huidige gemeente Veere gevormd.

## Bezienswaardigheden
De rijke geschiedenis van Veere, een van de zeventien beschermde stads- en dorpsgezichten in Zeeland (zie Rijksbeschermd gezicht Veere), blijkt uit de vele monumenten die het kleine stadje heeft:
- De Grote Kerk stamt uit 1348; vanaf 1811 werd de kerk door soldaten van Napoleon gebruikt als militair hospitaal; de kerk is nog een tijdje bedelaarshuis geweest en kazerne. Het gebouw draagt nog duidelijk de sporen van een bewogen verleden.
- De Cisterne, een waterput uit 1551.
- Het Stadhuis van Veere uit de vijftiende eeuw met de prachtige voorgevel; de toren met het klokkenspel dateert van het eind van de 16e eeuw. Het carillon is verkozen tot een van de mooiste van Nederland. De raadzaal is op de eerste verdieping. Hier hangt o.a. de stamboom van het huis van Oranje‑Nassau, geschilderd in 1936 door jonkheer A.W. den Beer Poortugael.
- De Schotse Huizen aan de Kaai, in de 16e eeuw gebouwd door rijke Schotse kooplieden. Deze twee huizen met de namen, "Het Lammeken" en "In den Struys", bieden sinds 1950 onderdak aan het Museum 'De Schotse Huizen' (samen met het stadhuis Museum Veere).
- De Campveerse Toren, gebouwd als een deel van de stadsverdediging rond 1500; vanaf de 16e eeuw deed de toren dienst als herberg en kustlicht. Het is  een van de oudste nog bestaande herbergen in Nederland.
- De Molen, genaamd "De Koe".
- De vestingwallen van Veere.

Daarbij komen nog diverse kleinere monumenten. Weinigen zullen zich kunnen voorstellen dat Veere een belangrijke havenstad is geweest en dat einde 17e eeuw binnen de stadswallen zo'n 750 huizen hebben gestaan tegen nu amper 300.

## Etymologie
Veere heette oorspronkelijk Kampvere; het was de plaats waar het veer vertrok van Walcheren naar Noord-Beveland. Het veer voer naar het in 1530 verdronken dorp Campen, later naar Kamperland. De Campveerse Toren herinnert met zijn naam aan dit veer. De afsluiting in 1961 van het Veerse Gat heeft het veer overbodig gemaakt, maar heeft ook het einde betekend van Veere als zeehaven. Nadien heeft het Veerse Meer zich ontwikkeld tot een belangrijk recreatiegebied met veel pleziervaart.

## Verkeer en vervoer
Veere heeft een strikt parkeerbeleid. In het centrum zijn alle parkeerplaatsen betalend of alleen voor vergunninghouders. Net buiten het stadscentrum bevinden zich twee grote parkeerterreinen, waar men betaald kan parkeren. Het is gratis van 1 november t/m 31 maart. Vanuit Veere rijden er twee buurtbuslijnen, lijn 583 en lijn 584, respectievelijk naar Westkapelle en naar Middelburg.

## Lokale omroep
De lokale omroep van de gemeente Veere is sinds 2013 W-FM, wat staat voor Walcheren FM.

## Geboren
- Maximiliaan de Vriendt (1559-1614), Vlaams humanist, filoloog, dichter en staatsman
- Frans Naerebout (1748-1818), loods en mensenredder
- Cornelis Gerrit Bijleveld (1765-1849), jurist, burgemeester en politicus
- Johannes Hermanus Koekkoek (1778-1851), kunstschilder, etser en tekenaar
- Egbert van Hoepen (1834-1921), loods en mensenredder
- Johannes van Loon (1888-1975), president van de Hoge Raad der Nederlanden
- Dirk van Doorn, heer van Koudekerke (1909-1992), burgemeester
- Dignate Robbertz (1909-1986), schrijfster
- Pieter Dourlein (1918-1976), officier Koninklijke Marine en geheim agent
- Jan de Voogd, politicus (1924-2015)
- Gaby Minneboo (1945), wielrenner, vijfvoudig wereldkampioen stayeren bij de amateurs

## Oud-inwoners
- Claire Bonebakker, kunstschilder, een van de leden van de Veerse Joffers
- Han van den Broeke, schilder en illustrator, conservator van De Schotse Huizen
- Dirk van Gelder, graficus
- Sárika Goth, kunstschilder, Veerse Joffer
- Jemmy van Hoboken, grafisch ontwerper, kunstschilder, illustratrice en tekenares, Veerse Joffer
- Dirk Jan Koets, kunstschilder
- Jan van Miggrode, pastoor, predikant, de 'Hervormer van Zeeland'
- Jason Pratensis, arts en schepen van Veere
- Adrianus Valerius, Nederlandse tekstdichter en componist

## Koninklijk huis
De Nederlandse koning Willem-Alexander voert de adellijke titel Markies van Veere en Vlissingen. Zie Titels van de Nederlandse koninklijke familie.
Op 30 april 1981 was Veere de eerste locatie waar Koningin Beatrix haar eerste Koninginnedag vierde. In de jachthaven opende ze die dag ook de Koningin Beatrixbrug. 

## Verwijzingen in fictie
- Veere werd vaak genoemd in de komedie Oppassen!!! waar Coen Flink het personage Henry Buys vertolkte. Een bekende uitspraak van hem is: "De naam is Buys, ex-burgemeester van het mooie plaatsje Veere". De stad heeft daadwerkelijk een burgemeester Buys gekend: Martinus Quirinus Buys Ballot was tussen 1917 en 1929 burgemeester van Veere.